# Конъюнктура
Конъюнкту́ра (лат. conjunctura, от лат. conjungo «связываю, соединяю») — создавшееся положение, обстановка в какой-либо области или ситуации общественной жизни.
Термин конъюнктура универсален и находит применение во многих областях, чаще всего встречается в экономике, финансах, политике, социологии, философии, психологии, культурологии.
1. Политическая конъюнктура — совокупность условий, влияющих на что-нибудь, обстановка, ситуация.
2. Хозяйственная конъюнктура — совокупность условий, определяющих экономическое состояние товарного хозяйства.

## Экономическая конъюнктура
Экономическая конъюнктура — это состояние макроэкономического процесса воспроизводства (определяемое уровнем, темпами и пропорциями его развития), проявляющееся в условиях реализации продукции.
По объектам изучения выделяют общехозяйственную конъюнктуру и товарную конъюнктуру (конъюнктуру товарных рынков).
Конъюнктурообразующие факторы — это факторы, которые оказывают влияние на составляющие экономической конъюнктуры, то есть на элементы воспроизводственного процесса. Процесс воспроизводства проходит четыре стадии: производство (товаров и услуг), распределение (доходов между участниками производственного процесса — собственниками факторов производства), обмен, или реализация (промежуточной и конечной продукции) и потребление (конечных благ). Для стадии производства важны такие факторы, как труд, капитал, земля, а также научно-технический прогресс. На стадии распределения имеет значение добавленная стоимость труда и капитала, а также перераспределение доходов: расходы и сбережения (налоги, займы, страховые взносы). Обмен зависит от денежно-кредитной системы, а также запасов, цен, качества товаров и услуг. Потребление определяется такими факторами, как численность населения и доход на душу населения, и подразделяется на личное, общественное, вложения в основной капитал, чистый экспорт.

## Политическая конъюнктура
В политике конъюнктура — это приспособление к существующему политическому режиму. Любое государство так или иначе оказывает воздействие на исследователей общественной жизни, потому что оно прежде всего защищает свои интересы, и если считает, что его интересам угрожает та или иная научная позиция ученого, то оно может её просто-напросто запретить.

## Типы конъюнктур в экономике
- Подъём (бум) — период высокой деловой активности, процветания; пик делового цикла; «бычий» рынок; мощное расширение
- Кризис перепроизводства, или депрессия — период крайне низкой деловой активности; «медвежий» рынок; резкий взлёт цен и падение спроса; спад; падение (разлад)
- Рецессия (экономика)